# Zaton (Dubrovnik)
Zaton (deutsch Saton) ist ein Dorf in der Gemeinde Dubrovnik in der kroatischen Gespanschaft Dubrovnik-Neretva.
Zaton ist in einer Bucht des Adriatischen Meeres gelegen und befindet sich ca. 8 km nördlich von Dubrovnik. Der Name Zaton leitet sich von dem kroatischen Wort zaton (dt. "Bucht") ab.
Das Dorf setzt sich aus folgenden 4 Teilen zusammen: Vrbica, Štikovica, Zaton Mali und Zaton Veliki.

## Geschichte
Zu Zeiten der Republik Ragusa war Zaton ein beliebter Ort zum Bau von Ferien- und Erholungshäusern. Während des Kroatienkriegs vom Oktober 1991 bis zum April 1992 war Zaton ein Stützpunkt der Jugoslawischen Volksarmee. Während dieses Krieges wurde von den Truppen, welche die Häuser bewohnten, viel zerstört oder gestohlen.
Im Sommer der Jahre 2001 und 2002 wurde Zaton von mehreren Waldbränden heimgesucht, die allerdings keine Häuser beschädigt oder zerstörten.

## Heutige Situation
Das Dorf lebt hauptsächlich vom Tourismus in der Hauptsaison (Juni – September). Obwohl Zaton eines der wenigen Dörfer ohne Hotel im Umkreis von Dubrovnik ist, besuchen viele Touristen jedes Jahr das Dorf. Diese wohnen hauptsächlich in Zimmern und Apartments.

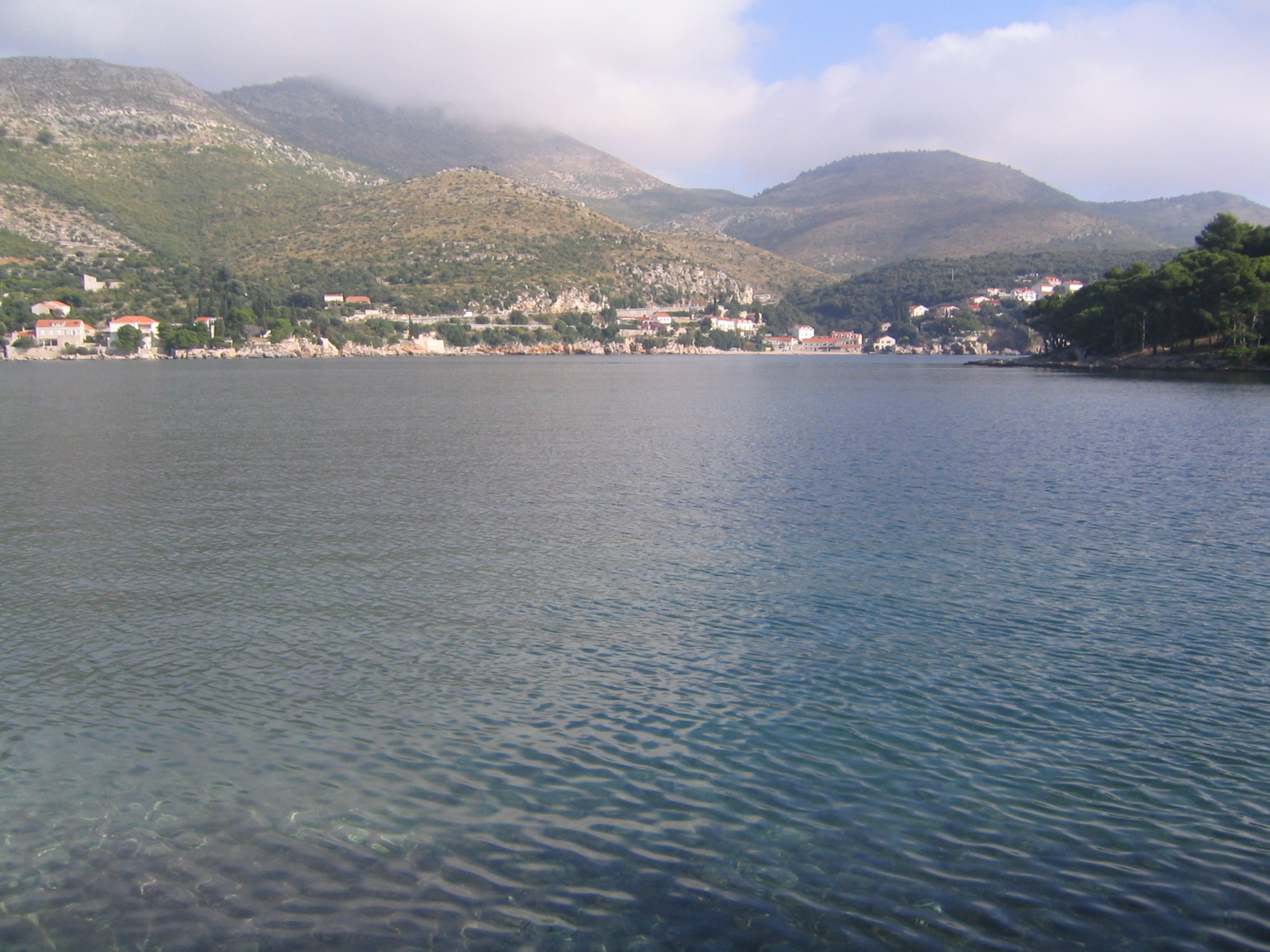
Blick auf Štikovica aus Zaton Veliki, deutlich zu sehen ist die abgebrannte ehemalige Waldfläche
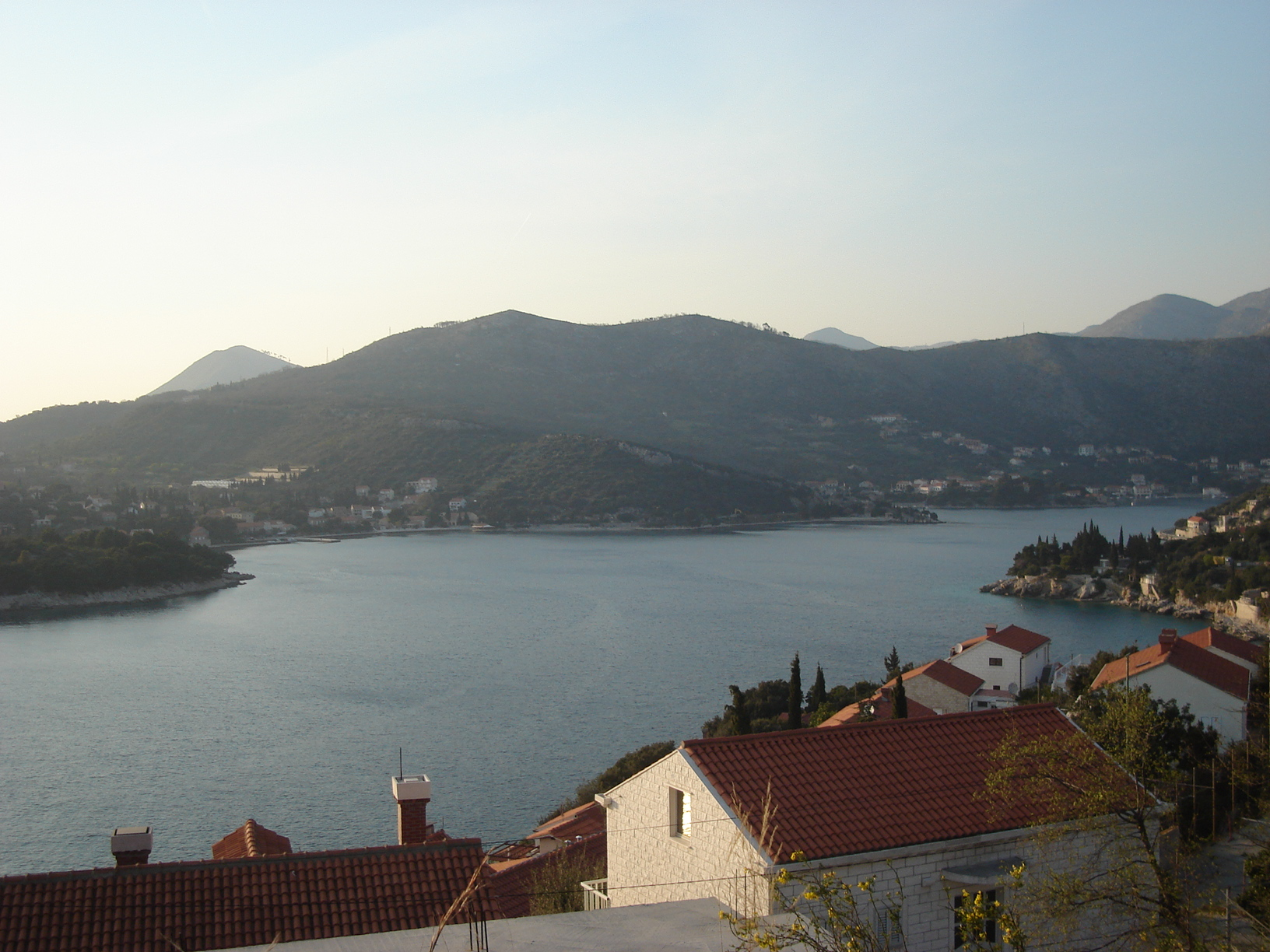
Blick auf Zaton Veliki (Mitte) und Zaton Mali (rechts) aus Štikovica
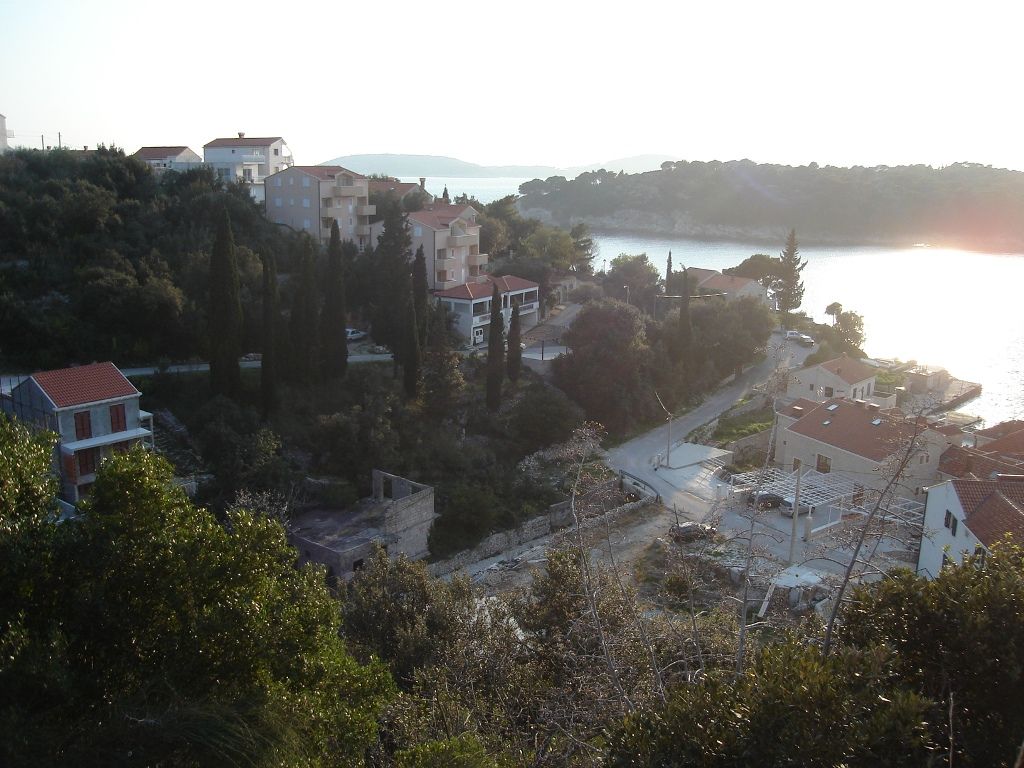
Štikovica